# Now! (Scorpions)
Now! è una canzone del gruppo musicale hard rock/heavy metal tedesco degli Scorpions, inserita nell'album Blackout, pubblicato nel 1982.
È stata scritta dal chitarrista ritmico Rudolf Schenker, dal batterista Herman Rarebell e dal cantante Klaus Meine, e si contraddistingue per una ritmica estremamente veloce e un cantato particolarmente acuto.
Il singolo, il terzo estratto da Blackout, contiene solo questo brano ed è stato pubblicato esclusivamente in Giappone.

## Traccia
1. Now! (Schenker, Meine, Rarebell) - 2:35

## Formazione
- Klaus Meine: Voce
- Rudolf Schenker: Chitarra elettrica
- Matthias Jabs: Chitarra solista
- Francis Buchholz: Basso
- Herman Rarebell: Batteria